# Свішер (округ, Техас)
Шаблон:StateAbbr_ 34°32′ пн. ш. 101°44′ зх. д. / 34.53° пн. ш. 101.73° зх. д.
Округ  Свішер (англ. Swisher County) — округ (графство) у штаті  Техас, США. Ідентифікатор округу 48437.

## Історія
Округ утворений 1876 року.

## Демографія
За даними перепису 2000 року загальне населення округу становило 8378 осіб, зокрема міського населення було 5050, а сільського — 3328. Серед мешканців округу чоловіків було 4373, а жінок — 4005. В окрузі було 2925 домогосподарств, 2154 родин, які мешкали в 3315 будинках. Середній розмір родини становив 3,15.
Віковий розподіл населення поданий у таблиці:
| Стать    | До 15 років | 15-21 | 22-29 | 30-39 | 40-49 | 50-65 | 65-85 | Понад 85 |
| -------- | ----------- | ----- | ----- | ----- | ----- | ----- | ----- | -------- |
| Чоловіки | 963         | 570   | 485   | 578   | 600   | 582   | 536   | 59       |
| Жінки    | 943         | 373   | 357   | 481   | 488   | 622   | 652   | 89       |

## Суміжні округи
- Рендалл — північ
- Армстронг — північний схід
- Бриско — схід
- Флойд — південний схід
- Гейл — південь
- Кастро — захід

## Виноски
1. ↑  Texas State Historical Association, Barkley R. R., Tyler R. C. Handbook of Texas — Texas State Historical Association, 1952. — ISBN 978-0-87611-151-2
2. ↑  U.S. Decennial Census. United States Census Bureau. Процитовано 10 травня 2015.
3. ↑  Texas Almanac: Population History of Counties from 1850–2010 (PDF). Texas Almanac. Процитовано 10 травня 2015.
4. ↑  State & County QuickFacts. United States Census Bureau. Архів оригіналу за 18 жовтня 2011. Процитовано 24 грудня 2013. [Архівовано 2011-10-18 у Wayback Machine.](англ.) Наведено за англійською вікіпедією.
5. ↑  American FactFinder. Бюро перепису населення США. Архів оригіналу за 26 лютого 2012. Процитовано 31 січня 2008. [Архівовано 2008-05-21 у Wayback Machine.]

| США | Це незавершена стаття з географії США. Ви можете допомогти проєкту, виправивши або дописавши її. |